# Personaggi di Scuola di polizia

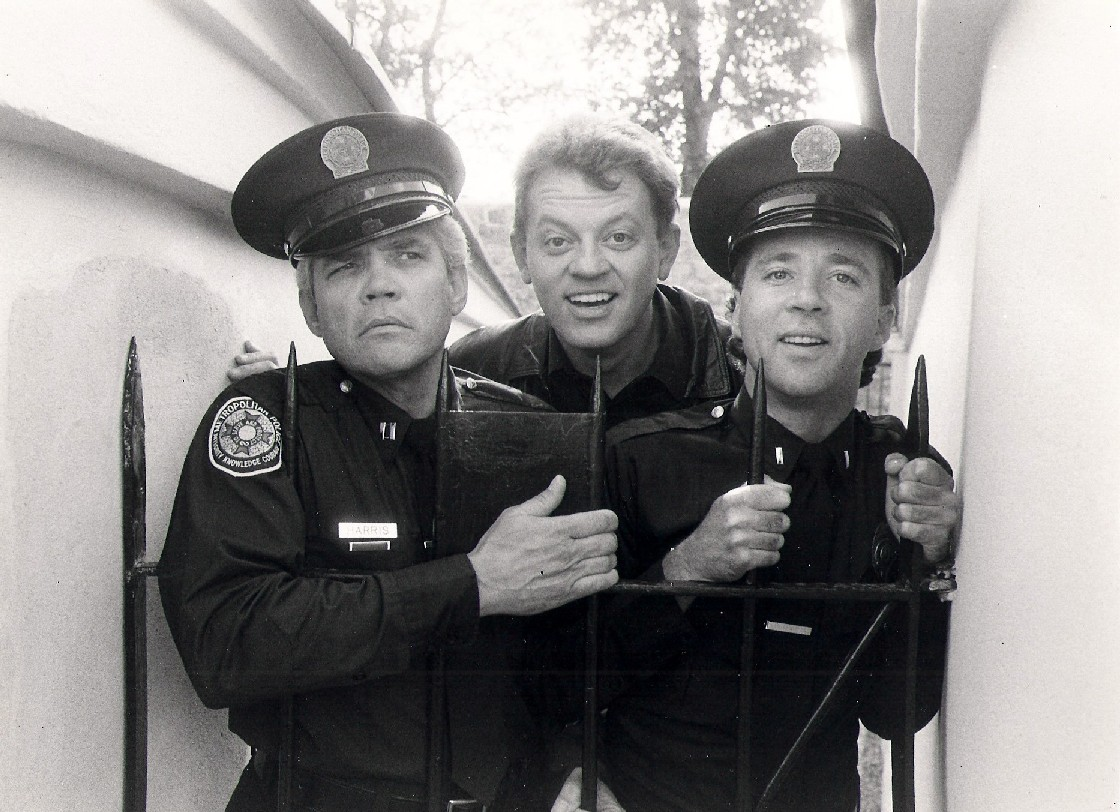
Tre dei personaggi di Scuola di Polizia: il Capitano Harris, Tackleberry e il Tenente Proctor, in Svezia nel 1989 per la promozione del film Scuola di polizia 6 - La città è assediata.

Ecco i personaggi di Scuola di polizia dai film e successivamente alla popolare serie animata.

## Personaggi principali

### Carey Mahoney
Apparso nei primi 4 film e presente nella serie animata, è il più bello e anche il più in gamba tra i cadetti, sempre pronto a dare una mano ai compagni, è in pattuglia con Jones e odia essere trattato male dal suo nemico giurato, il capitano Harris. È interpretato da Steve Guttenberg; nella serie animata è doppiato da Ivo De Palma.

### Larvell Jones
Apparso in tutti e 7 film e presente nella serie animata, è in pattuglia con Mahoney, abile nelle arti marziali ed eccezionale ventriloquo. La sua principale abilità è quella di ricreare con la bocca vari suoni e rumori (sirene, sparatorie, elicotteri, ecc...). Molto spesso questa sua capacità si rivelerà utilissima per i compagni. È interpretato da Michael Winslow; nella serie animata da Massimiliano Lotti.

### Zed
Apparso solo dal 2^ film, era inizialmente un ladro; ma cambia idea, mettendo la testa a posto, ed è diventato successivamente un agente di polizia, nel 3^ e nel 4^ film, in compagnia del collega Sweetchuck, l'incontro fra i due è avvenuto nel secondo film. Nella serie animata, invece, è sempre presente, in compagnia di Sweetchuck e House a caccia dei malviventi, che insieme finiscono spesso anche nei pasticci. Nell'episodio 29 della seconda stagione, Famiglie in lotta, dove si scoprirà che si chiama McGlunk, conosce i suoi parenti che oltre ad essere dei criminali diventeranno anche loro dei poliziotti. Indubbiamente il più strampalato del gruppo, nei film è caratterizzato da un'evidente dislessia, mentre nella serie animata si esprime con una parlata sputacchiante. È interpretato da Bob Goldthwait; nella serie animata Enrico Maggi.

### Sweetchuck
Apparso nel 2^, 3^ e 4^ film, e presente anche nella serie animata, occhialuto e bassino, è il più fifone ed imbranato del gruppo, cerca sempre di fare del suo meglio ma finisce sempre per finire nei guai. È il compagno di pattuglia di Zed. È interpretato da Tim Kazurinsky; nella serie animata Antonello Governale.

### Moses Hightower
Apparso nei primi 6 film e presente nella serie animata, è il gigantesco cadetto, di poche parole, ma un riferimento per i colleghi. Altissimo, robusto e forzuto, quasi da sembrare un armadio umano, Hightower è il cadetto che nelle scazzottate sa rendersi sempre utile. Spesso usa la sua forza sovraumana per piegare sbarre e per risollevare i mezzi della polizia che restano impantanati. Inoltre le sue grosse braccia sono l'ideale per immobilizzare ed ammanettare i delinquenti. Nel cartone, invece, è anche un po' timido e curioso. È il compagno di pattuglia di Hooks. È interpretato da Bubba Smith; nella serie animata Paolo Marchese.

### Laverne Hooks
Apparsa nei primi 6 film e presente nella serie animata, piccola di statura e con un timbro di voce che sembra quello di una timida bambina è l'addetta al centralino della polizia. Se la fanno arrabbiare lancia delle urla molto forti e sgradevoli con le quali riesce a farsi rispettare. È la compagna di pattuglia di Hightower. È interpretata da Marion Ramsey; nella serie animata Graziella Porta.

### Thomas 'House' Conklin
Apparso solo nel 4^ e nel 5^ film, Thomas o Tommy, "Casa" (nei film) e successivamente "House" (nella serie animata), grasso e simpatico, è il più combinaguai del gruppo. Amico d'infanzia di Hightower.
Presente anche nella serie animata, è il compagno di pattuglia di Sweetchuck e Zed. Ha sempre fame e, ovviamente poco coraggioso. È interpretato da Tab Thacker; nella serie animata Tony Fuochi.

### Eugene Tackleberry

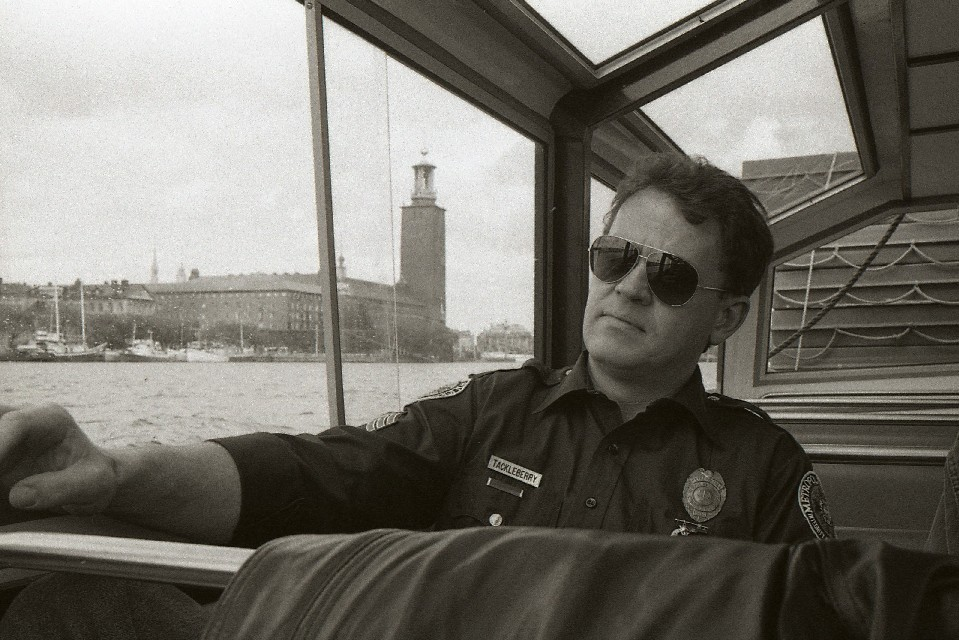
Eugene Tackleberry a Stoccolma nel 1989.

Apparso in tutti e 7 film e presente nella serie animata, caratterizzato da una mascella pronunciata indossa quasi sempre occhiali e casco, è un fanatico delle armi, appassionato di pistole e Bazooka; ha un debole per la sua collega di pattuglia Callahan. Spesso usa il carro corazzato della polizia con il quale finisce per sgretolare muri e porte. Nella serie animata, inoltre, quando si tratta di sparare non ci pensa due volte a premere il grilletto e di frequente lancia delle reti con il bazooka per intrappolare i ladri. È interpretato da David Graf; nella serie animata Luca Semeraro.

### Debbie Callahan
Apparsa in 6 film (tranne il 2^), e presente nella serie animata, collega di Tackleberry, è una donna forzuta dal fisico longilineo, abilissima nel farsi rispettare a suon di sberle, i suoi numerosi corteggiatori, spesso i delinquenti stessi, non hanno mai vita facile. È interpretata da Leslie Easterbrook; nella serie animata Jasmine Laurenti.

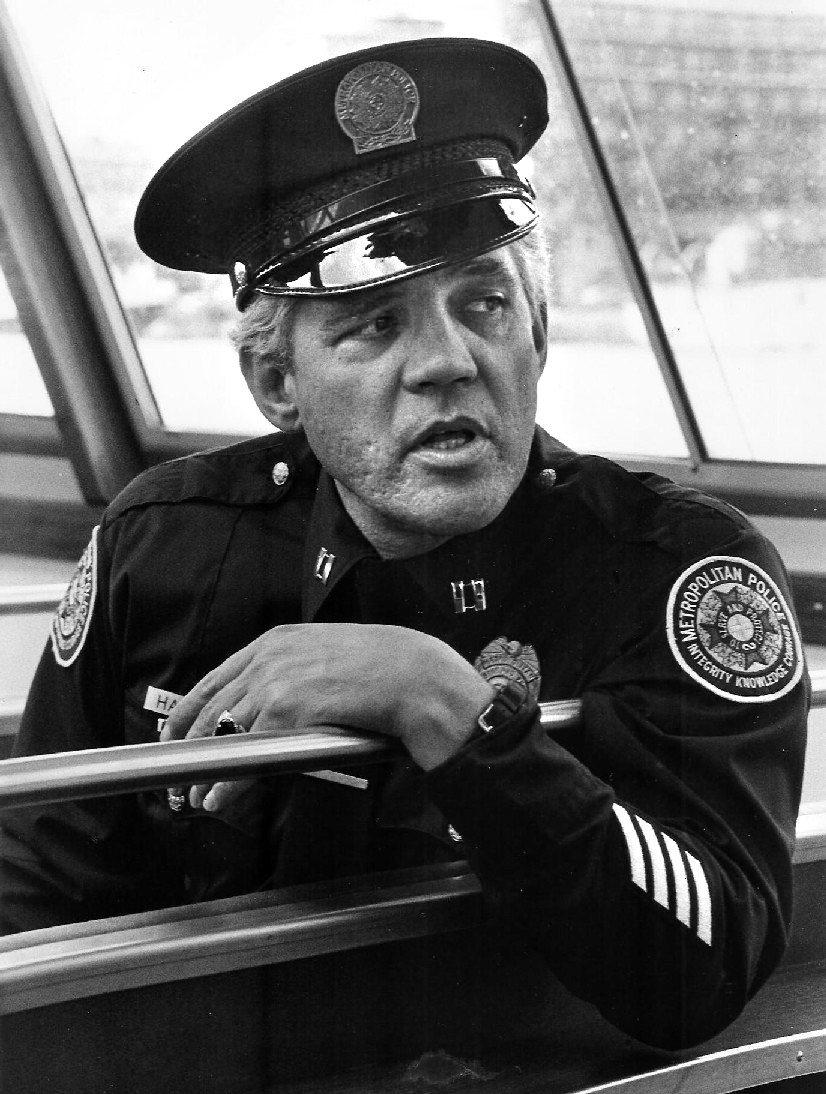
Il capitano Harris a Stoccolma nel 1989.

### Thaddeus Harris
Apparso nel 1°, 4°, 5°, 6° e 7° film, è il capitano della scuola di polizia (nel primo film era tenente), ed è l'antagonista giurato dei cadetti. Porta con sé un bastone da passeggio ed è quasi sempre in compagnia del suo leccapiedi Proctor. Dal carattere isterico, irascibile, egoista, severissimo e presuntuoso, non vede mai di buon occhio i cadetti e cerca sempre di mettere i bastoni tra le ruote a Mahoney e compagni per far screditare il Comm. Lassard e ottenere così il Comando della scuola di Polizia. Nonostante le sue forti antipatie, i suoi loschi tentativi falliscono sistematicamente e lui e Proctor, successivamente anche fino alla serie animata, finiscono sempre per ritrovarsi in situazioni sgradevoli e imbarazzanti, per le quali ogni volta è deriso dai cadetti o punito con severità dal capo. È interpretato da G.W. Bailey; nella serie animata Giovanni Battezzato.

### Douglas Fackler
Apparso nel 1°, 2°, 3° e 6° film, caratterizzato dal provocare incidenti e danni a chi gli sta intorno che non hanno ripercussioni su di lui, nel sesto film ha raggiunto il grado di sergente e, sebbene la sua sfortuna continui a colpire, prende molto sul serio il suo mestiere di poliziotto.
È interpretato da Bruce Mahler, mentre nella serie animata non compare.

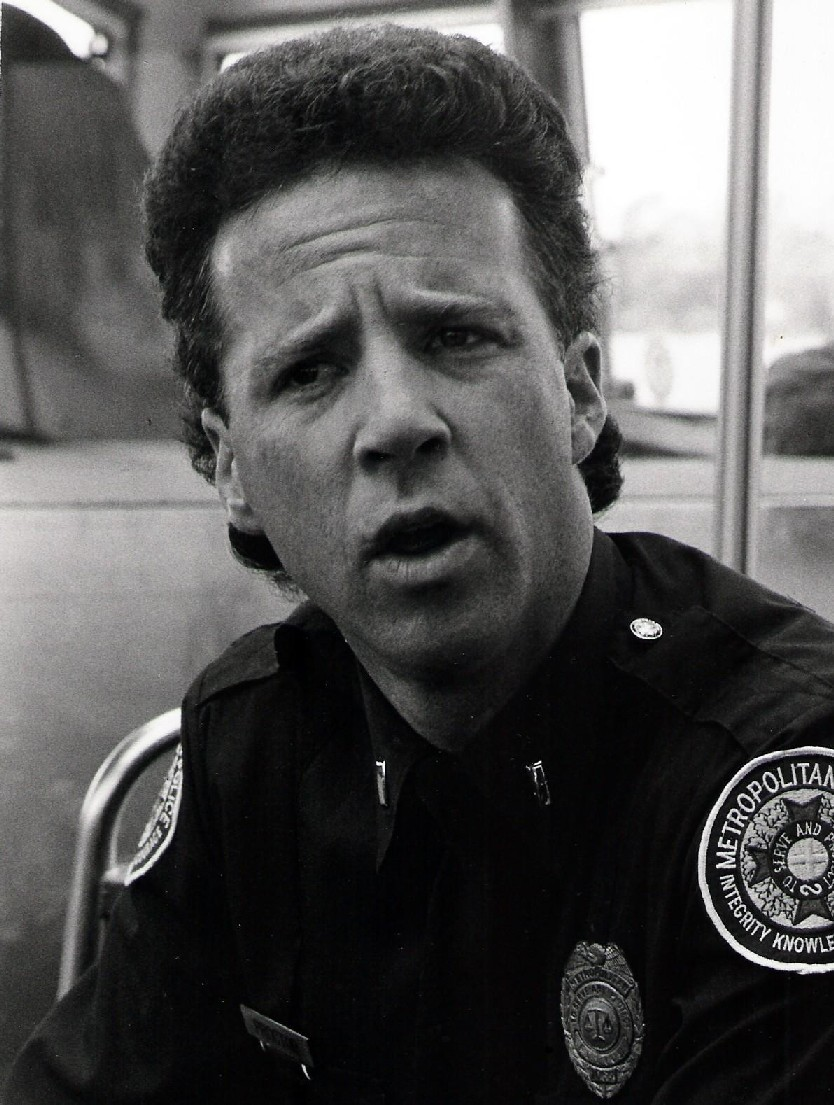
Proctor a Stoccolma nel 1989.

### Proctor
Apparso dal 2º al 6º film e presente nella serie animata, è il leccapiedi del tenente Harris e del Tenente Mauser. Tonto e sciocco finisce sempre nel rendere vani tutti i piani del Tenente Harris (in seguito capitano). Insuperabile nello scivolare e nel farsi intrappolare dai malviventi. È interpretato da Lance Kinsey; nella serie animata Sergio Romanò.

### Eric Lassard
Apparso in tutti e 7 film e presente nella serie animata, è l'anziano e pittoresco capo di polizia, porta con sé un pesciolino rosso dal quale non si separa mai. Per la sua sbadataggine finisce spesso per mettersi nei guai ma grazie ai cadetti riesce sempre ad apparire come un brillante comandante. Molte volte sblocca le situazioni in maniera rocambolesca, e se acciuffa dei criminali, quasi sempre è per sbaglio. È interpretato da George Gaynes; nella serie animata Umberto Tabarelli.

### Mauser
Apparso solo nel 2º e nel 3º film, è stato il cattivo e ruffiano capitano, nonché il nemico di riserva dei cadetti, odiava particolarmente Mahoney ed era in compagnia di Proctor. Nella serie animata, tuttavia, è successivamente un personaggio buono che è diventato subito il sergente e padrone aiutante del corpo K-9, una squadra di cani poliziotti e amici dei cadetti. È interpretato da Art Metrano nei due film, nella serie animata da Roberto Colombo.

### Nick Lassard
Nick è il nipote del comandante Lassard, fa il poliziotto a Miami.
È presente solo nel 5^ e nel 6^ film, e non è mai apparso nella serie animata.
È interpretato da Matt McCoy.

### Chad Copeland
Chad Copeland, nel primo film con Kyle Blanks è stato uno dei cadetti-modello del capitano Harris (prima era tenente), nel terzo film sempre insieme a Blanks ha fatto l'informatore di Mauser e nel quarto film è apparso sempre con il capitano Harris.
È stato presente nel 1^, nel 3^ e nel 4^ film. È apparso in un cameo anche nella serie animata. Nell'episodio 12 della prima stagione, Chiamatemi il dottore, fa l'assistente di Proctor, durante l'assenza di Harris. È interpretato da Scott Thomson.

### Bud Kirkland
Cognato di Tackleberry, fratello maggiore di Kathleen, adora fare a botte con il padre e si iscrive alla Scuola di polizia insieme a Tackleberry. Appare solo nel 3^ e nel 4^ film. Non appare nella serie animata.

### Kathleen Kirkland
Moglie di Tackleberry, anche lei come il marito è appassionata delle armi da fuoco, lavora al sedicesimo distretto insieme a Fackler. Si è sposata nel 2^film, ma non è apparsa nella serie animata perché Tackleberry è in compagnia di Callahan come sua compagna.

### Professore
Scienziato che frequenta da anni alla scuola di polizia all'interno del suo laboratorio. Quando Mahoney e i suoi amici falliscono nell'arresto dei criminali, li aiuta con numerose invenzioni per la caccia al cattivo di turno. Apparso solo nella serie animata. È doppiato in originale da Howard Morris e in italiano da Enrico Carabelli.

## Altri personaggi

### Sciccoso
È il più importante e pericoloso di tutti i nemici della serie, e organizza spesso delle attività criminose con la complicità di altri malviventi. Appare solo in 5 episodi della serie animata. Il personaggio presenta molte somiglianze con Kingpin, uno dei supercattivi dei fumetti Marvel Comics.

## Doppiatori
| Nome personaggio       | Ruolo                                                                            | Attore/Voce                                        | Apparizione                                             |
| ---------------------- | -------------------------------------------------------------------------------- | -------------------------------------------------- | ------------------------------------------------------- |
| Carey Mahoney          | Cadetto (1), agente (2), sergente (3-4; serie animata)                           | Steve Guttenberg; Ron Rubin (serie animata)        | Film 1, 2, 3 e 4, serie animata                         |
| Larvell Jones          | Cadetto (1), agente (2; serie animata), sergente (3-7)                           | Michael Winslow; Greg Morton (serie animata)       | Tutti i film, serie animata, serie televisiva           |
| Zed                    | Bandito (2), cadetto (3), agente (4; serie animata)                              | Bobcat Goldthwait; Dan Hennessey (serie animata)   | Film 2, 3 e 4, serie animata                            |
| Carl Sweetchuck        | Negoziante (2), cadetto (3), agente (4; serie animata)                           | Tim Kazurinsky; Howard Morris (serie animata)      | Film 2, 3 e 4, serie animata                            |
| Eugene Tackleberry     | Cadetto (1), agente (2), sergente (3-7; serie animata)                           | David Graf †; Dan Hennessey (serie animata)        | Tutti i film, serie animata, serie televisiva           |
| Moses Hightower        | Fioraio/cadetto (1), agente (2), sergente (3-5; serie animata), tenente (5-6)    | Bubba Smith †; Greg Morton (serie animata)         | Film 1, 2, 3, 4, 5 e 6, serie animata, serie televisiva |
| Laverne Hooks          | Cadetto (1), Agente (2; serie animata), Sergente (4-6)                           | Marion Ramsey †; Denise Pidgeon (serie animata)    | Film 1, 2, 3, 4, 5 e 6, serie animata                   |
| Debbie Callahan        | Sergente (1), tenente (3-6; serie animata), capitano (7)                         | Leslie Easterbrook; Denise Pidgeon (serie animata) | Film 1, 3, 4, 5, 6 e 7, serie animata, serie televisiva |
| Thomas "House" Conklin | Partecipante del programma COP (4), agente diplomato (5), agente (serie animata) | Tab Thacker †; Don Francks (serie animata)         | Film 4 e 5, serie animata                               |
| Thaddeus Harris        | Tenente (1), capitano (4-7; serie animata)                                       | G.W. Bailey; Len Carlson (serie animata)           | Film 1, 4, 5, 6 e 7, serie animata                      |
| Proctor                | Sergente (2), tenente (3-6; serie animata)                                       | Lance Kinsey; Don Francks (serie animata)          | Film 2, 3, 4, 5 e 6, serie animata                      |
| Mauser                 | Tenente/capitano (2), comandante (3; serie televisiva), sergente (serie animata) | Art Metrano; Rex Hagon (serie animata)             | Film 2 e 3, serie animata, serie televisiva             |
| Eric Lassard           | Comandante                                                                       | George Gaynes †; Tedd Dillon (serie animata)       | Tutti i film, serie animata, serie televisiva           |
| Nick Lassard           | Sergente                                                                         | Matt McCoy                                         | Film 5 e 6                                              |